# Габа, Жоан-Бенжамен
Жоан-Бенжамен Габа (фр. Joan-Benjamin Gaba; род. 7 января 2001) — французский дзюдоист, чемпион мира 2025 года, серебряный призёр летних Олимпийских игр 2024 года, многократный призёр чемпионатов мира. Чемпион Европы по дзюдо 2024 года в командном соревновании.

## Биография
Габа борется в весовой категории до 73 килограммов. В 2022 году занял второе место на чемпионате Европы среди юношей до 23 лет после болгарина Марка Христова. В 2023 году выиграл чемпионат Франции.
В 2021, 2022, 2023 и 2024 годах в составе сборной Франции становился серебряным призёром чемпионата мира в командном турнире. 
На чемпионате Европы 2024 года в Загребе Габа в категории до 73 кг выиграл у болгарина Марка Христова в четвертьфинале и проиграл россиянину Данилу Лаврентьеву в полуфинале. В борьбе за бронзовую медаль Габа победил финна Вальтери Олина. В командном турнире он стал чемпионом Европы. 
На летних Олимпийских играх 2024 года в Париже Жоан-Бенжамен завоевал серебряную медаль, в финальной схватке он уступил спортсмену из Азербайджана Хидаяту Гейдарову.
В апреле 2025 года на чемпионате Европы в Подгорице в весовой категории до 73 кг стал обладателем бронзовой медали. В схватке за третье место одолел соперника из Грузии Лашу Шавдатуашвили.
В июне 2025 года на чемпионате мира в Будапеште в весовой категории до 73 кг завоевал золотую медаль. В схватке за титул одолел соперника из Бразилии Даниела Карнина.